# تشارلي بيري (لاعب كرة قاعدة)
تشارلي بيري (بالإنجليزية: Charlie Berry)‏ هو لاعب كرة قاعدة أمريكي، ولد في 6 سبتمبر 1860 في إليزابيث في الولايات المتحدة، وتوفي في 22 يناير 1940 في فيليبسبورغ في الولايات المتحدة.

## وصلات خارجية
- تشارلي بيري على موقعبيزبول رفرنس.كوم (الدوري الرئيسي) (الإنجليزية)
- تشارلي بيري على موقعبيزبول رفرنس.كوم (الدوري الثانوي) (الإنجليزية)
- تشارلي بيري على موقع إي إس بي إن.كوم (أم.أل.بي) (الإنجليزية)